# Milizeiskaja Wolna
Milizeiskaja Wolna (russisch милицейская волна; deutsch Milizwelle) ist eine russische Radiostation mit Sitz in Moskau. Sie wird vom russischen Innenministerium betrieben und sendet ein Programm zur positiven Darstellung der Polizei (früher Miliz).

## Programm
Das Programm der Milizwelle besteht hauptsächlich aus Unterhaltungsmusik. Die halbstündlichen Nachrichtensendungen enthalten auch Informationen über die Tätigkeit der Polizei, mit dem Ziel, das Ansehen in der Bevölkerung zu verbessern.

## Verbreitung
Das Programm wird für die Region Moskau vom Sendemast Balaschicha aus auf 107,8 MHz ausgestrahlt. In anderen Städten des Landes wird es ebenfalls verbreitet.